# Hoplitendemis
Hoplitendemis is een geslacht van vlinders van de familie bladrollers (Tortricidae), uit de onderfamilie Olethreutinae.

## Soorten
- H. centraspis Diakonoff, 1973
- H. erebodes Diakonoff, 1973
- H. inauditana Kuznetsov, 1988
- H. pogonopoda Diakonoff, 1973